# Język akan
Język akan − język występujący w środkowej Ghanie. Przynależy do grupy kwa rodziny języków nigero-kongijskich. W obrębie języków kwa wydziela się grupę 20 języków nazywanych Tano lub Volta-Comoe (przy czym, jak często w przypadku języków Afryki, spotkać można się z różnorodnymi i złożonymi kwalifikacjami), z których akan jest językiem największym. Dawniej termin „akan” stosowano do całej tej grupy, obecnie jedynie do omawianego tu największego języka. Posiada dwie główne odmiany: język twi, o kodzie SIL 639-3 twi, oraz język fanti o kodzie SIL 636-3 fat.

## Zasięg i dialektologia
Akan stanowi kontinuum językowe, a główne języki/dialekty wchodzące w jego skład to twi, fante i brong. Użytkownicy języka akan nie określają go terminem „akan”, ale przede wszystkim wymienionymi wyżej trzema nazwami. Kontinuum, które stanowi język akan, rozpościera się od północnej do południowej Ghany.

### Fante
Dialekt fante (fanti) obejmuje południową część zasięgu języka akan, używany jest w Ghanie środkowej, miejscami sięgając wybrzeża (w centrum Ghany) i zachodnich krańców kraju. Główne dialekty to agona, anomabo fanti, abura fanti, gomua.

### Twi
Twi stanowi o wiele bardziej niż fante i brong zróżnicowany zespół dialektologiczny. Największe dialekty twi to akuapem (Region Wschodni) i asante (asante twi; Region Aszanti), do mniejszych należą ahafo, akyem, asen, dankyira, kwahu. Wszystkie dialekty twi są wzajemnie zrozumiałe, przy czym jednak akuapem jest bliski dialektowi fante.

### Brong
Dialekt brong używany jest w Regionie Brong-Ahafo i na północy Regionu Aszanti. Jest on wzajemnie zrozumiały z asante twi, ale z południowymi dialektami twi już w mniejszym stopniu.

## Historia i rozwój języka pisanego
Językiem literackim, posiadającym druki, akan został w pierwszej połowie XIX wieku, choć już w XVII i XVIII wieku ukazały się listy obejmujące kilkaset słów w fante. Na początku XIX wieku ukazały się natomiast druki w dialekcie akuapem, dzięki działalności protestanckiej misji bazylejskiej (Basel Mission) funkcjonującej od 1830 na terytorium obecnego Regionu Wschodniego. Misja ta miała wielkie zasługi w rozwoju pisanego języka akan i w badaniach nad nim.
Pierwszą gramatykę języka akan opublikował związany z misją bazylejską H. N. Riis − w 1853 w języku niemieckim, w 1854 w języku angielskim. Z misją związany był także Johann Gottlieb Christaller, twórca gramatyki języka akan wydanej w 1875, zbioru 3600 przysłów z 1879 i słownika wydanego w 1881. Christaller, który zresztą w ogóle był jednym z najwybitniejszych afrykanistów, przetłumaczył też Biblię na język twi.
Dominacja ortografii opartej na dialekcie akuapem, także na obszarach dialektu twi, była długotrwała i cały czas wiązała się z działalnością oświatową misji bazylejskiej. Dopiero w latach 50. XX wieku opracowano ortografię dla asante, powstała także ortografia dla fante. Wszystkie trzy stosowane są w szkolnictwie. W 1978 opracowano wspólną ortografię dla języka akan (United Akan Ortography), nie znalazła ona jednak zastosowania praktycznego ani w szkołach, ani w publikacjach.
Mimo tej złożonej sytuacji w języku akan publikuje się więcej wydawnictw, niż we wszystkich innych językach rodzimych Ghany. Najbardziej rozpowszechniona jest najstarsza ortografia akuapem, w której powstaje ponad połowa wszystkich publikacji w języku akan.

## Sytuacja socjolingwistyczna i etnolingwistyczna
Według spisu ludności z 2000 roku, język akan jest językiem ojczystym dla 43% populacji Ghany − z 18-milionowej ludności kraju jest językiem ojczystym dla 7 550 405 osób. Największym dialektem jest Asante (2 578 829 użytkowników), drugim zaś Fante (1 723 573).
Ogólna liczba jego użytkowników jest jednak znacznie większa, zna go wielu mieszkańców Ghany posługujących się innymi językami, przez co akan jest niewątpliwie najszerzej znanym językiem kraju. Dokładne dane dotyczące liczby osób znających akan jako język obcy nie są jednak znane. Należy zauważyć jednak, że regiony kraju, w którym nie można się za jego pomocą porozumiewać, są bardzo nieliczne. Akan jest także prawdopodobnie najszerzej używanym językiem Akry, stoicy kraju, mimo że nie leży ona w obrębie jego historycznego zasięgu.
Ta specyfika języka akan uwarunkowana jest historycznie − od XVII wieku do zajęcia Ghany przez Brytyjczyków był on bowiem językiem dominujących w regionie ekspansywnych organizmów państwowych, z których największym i najszerzej znanym było Królestwo Aszanti. Wiąże się z tym znaczna liczba zapożyczeń z języka akan w pozostałych językach Ghany, w tym przede wszystkim w językach południa kraju. Języki południowej Ghany zapożyczyły z języka akan znaczną część swojego słownictwa dotyczącego spraw państwowych, wojny, sztuki (szczególnie muzyki), a także imiona własne. Zapożyczenia z języka akan występują także w języku angielskim, szczególnie na Karaibach. Z języka akan pochodzi np. imię Anancy, postaci z folkloru Jamajki (od ananse – „pająk”) oraz znane także językowi polskiemu słowo „okra” (z ŋ-koro-ma).
W związku z faktem, że językiem urzędowym Ghany jest język angielski, natomiast akan jest w tym kraju językiem najszerzej znanym i mającym szczególne znaczenie kulturowe, na terenie tego państwa relacje między oboma językami mają specjalny charakter. Obok angielskiego akan używany jest w mediach elektronicznych, w niektórych regionach szerszej niż angielski. Jest zwłaszcza językiem radiostacji Ghany, na obszarze swojego zasięgu i w Akrze. Często usłyszeć go można także w telewizji i w reklamie. Niewielka w porównaniu z anglojęzycznymi jest natomiast liczba tytułów prasowych w języu akan − na niekorzyść tego ostatniego w porównaniu z przeszłością.
Na obszarach objętych zasięgiem języka akan, a często także w szkołach Akry i w kolegiach nauczycielskich, stanowi on przedmiot szkolny. Jako kierunek studiów zakończonych uzyskaniem tytułu naukowego język akan dostępny jest na University of Ghana i University of Cape Coast, natomiast jako specjalizacja na University College of Education w Winnebie.
Język akan bardzo ściśle oddziela język potoczny i język formalny, język formalny ma zaś wielkie znaczenie kulturowe. Typowa jest instytucja ɔkyeame, mówcy występującego w okolicznościach oficjalnych. Mówca taki przemawia w zastępstwie każdego króla lub wodza i jest, jako mistrz języka, bardzo poważany. Elegancka sztuka wymowy akan, w szczególności w życiu dworskim, wykształciła specyficzny styl. Jest ona bogata i niebezpośrednia,
jej charakterystycznym aspektem jest także konieczność znajomości i właściwego użycia bardzo wielu przysłów.